# Sent Peir de Frègia
Sent Peir de Frègia (en francès Saint-Pierre-de-Frugie) és un municipi francès situat al departament de la Dordonya i a la regió de la Nova Aquitània.

## Demografia
| 1962                                       | 1968 | 1975 | 1982 | 1990 | 1999 | 2007 |
| ------------------------------------------ | ---- | ---- | ---- | ---- | ---- | ---- |
| 679                                        | 584  | 516  | 487  | 413  | 373  | 407  |
| Des de 1962: població sense dobles comptes |      |      |      |      |      |      |

## Administració
| Període   | Identitat       | Partit |
| --------- | --------------- | ------ |
| 1977-2008 | Jean-Paul Fayol |        |
| 2008-     | Gilbert Chabaud |        |

## Agermanaments
- Romrod